# Dora Island
Dora Island ist eine kleine unbewohnte Insel der Andreanof Islands, die zu den Aleuten 
gehören. Dora liegt in der Bay of Islands, Adak Island. Die etwa 1600 m lange und 60 m hohe Insel erhielt 1934 ihren Namen von den Mitgliedern der amerikanischen Aleutenexpedition. Der Name Dora stammt von einem Dampfer, der lange Jahre in der Gegend der Aleuten auf hoher See war.